# Илустровани Балкан
Илустровани Балкан је био српски часопис који је излазио од 1913. до 1924. године и који се бавио ратним и војним темама. Први број овог часописа изашао је 3. марта 1913. године у Београду. Излазио је једном месечно и цена за један примерак износила је 10 пара. Уредник овог часописа био је Бранко Ивковић, а штампао се у чувеној штампарији Балкан чији је власник био Светолик Савић. 

## Тематика
Часопис се бавио војним и ратним темама, а највише Балканским ратовима који су, у време када је часопис излазио, још увек трајали. Читалац је у овим новинама могао пронаћи биографије многих војних и цивилних лица која су учествовала у овим ратовима. Нарочито место у часопису посвећивало се неком од погинулих генерала, капетана и војника. У новинама су описивани исходи битака, ратне операције, стање међу војницима, а неретко су се могле наћи и анегдоте са ратишта.

## Фотографије
Часопис је био изузетно богат фотографијама и скоро сваки текст био је употпуњен одговарајућом илустрацијом. Приказиване су фотографије војника, градова, па чак и непријатељске војске. Осим тога могле су се видети и фотографије становништва из различитих крајева Србије, затим фотографије владара, као и слике из болница и медицинских сестара које су неговале рањене војнике.  Не знају се поуздано имена свих фотографа чије су фотографије објављене у часопису, али зна се да су у једном тренутку сарадници часописа били фотографи Јаков Абраванел и Исак Исаковић.